# Ninove
Ninove – miasto w Belgii, w Regionie Flamandzkim, w prowincji Flandria Wschodnia, w okręgu Aalst. Leży nad rzeką Dender. 1 stycznia 2024 było zamieszkiwane przez 40 363 osoby.

## Podział administracyjny
W skład miasta wchodzi jedenaście dzielnic (deelgemeente):
- Appelterre-Eichem
- Aspelare
- Denderwindeke
- Lieferinge
- Meerbeke
- Nederhasselt
- Neigem
- Okegem
- Outer
- Pollare
- Voorde

## Współpraca
Miejscowość partnerska:
- Deszk, Węgry